# Elmbridge (Worcestershire)
Pour les articles homonymes, voir Elmbridge.
Elmbridge est une localité anglaise située dans le comté du Worcestershire.